# Вузол 7₄

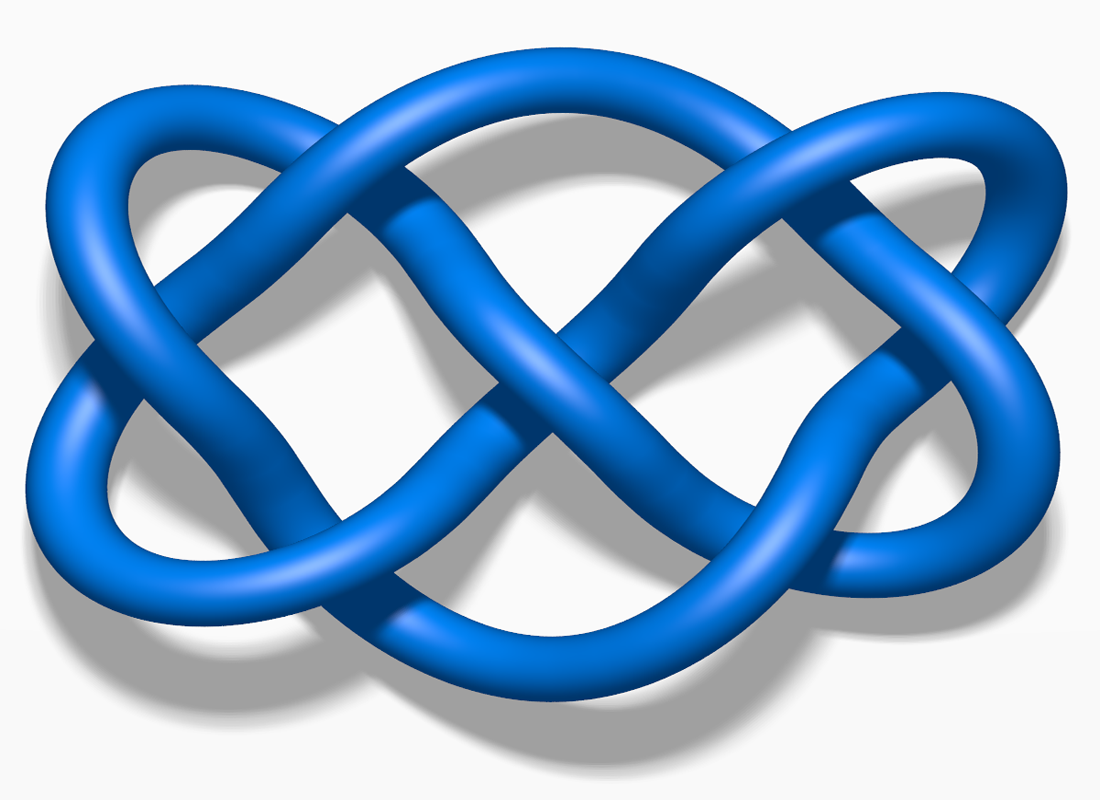
Вузол 7₄

У теорії вузлів 74 — це назва вузла з 7 перетинами, який можна зобразити у вигляді фігури, що має високу симетрією, внаслідок чого вузол використовувався в символізмі і художніх орнаментах різних культур.

## Візуальні подання

Вузол у кельтській формі
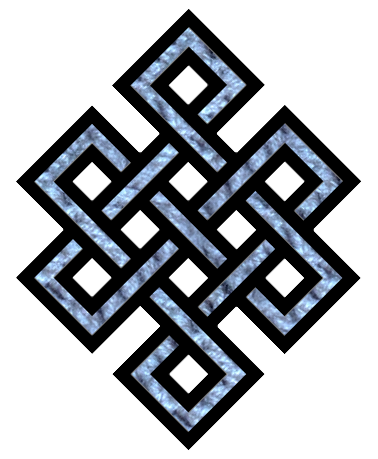
Одна з форм нескінченного вузла в буддизмі
Переплетена унікурсальна гексаграма

Малюнок вузла 74 в кельтській художній формі знайдено на вишивках народу хауса.
Перехресна форма символу буддизму у вигляді найпростішого нескінченного вузла топологічно еквівалентна вузлу 74 (хоча візуально символ має дев'ять перетинів), так само, як і переплетена версія унікурсальної гексаграми в окультизмі (однак символ нескінченного вузла має складніші форми, не еквівалентні 74, і обидві фігури — нескінченний вузол і унікурсальна гексаграма — можуть з'являтися у формі без перехрещень, взагалі, в цьому випадку, не утворюючи вузла).